# Embriologia roślin
Embriologia roślin – dział botaniki, nauka zajmująca się rozwojem zarodkowym roślin, budową i rozwojem zarodka roślinnego, ponadto bada procesy rozmnażania płciowego u roślin i struktury z nimi związane. W ostatnich latach rozwinął się dział embriologii eksperymentalnej wykorzystujący techniki in vitro.